# Hoplobatrachus crassus
Hoplobatrachus crassus és una espècie de granota que es troba a l'Índia.